# The Fine Arts Showcase
The Fine Arts Showcase var en svensk musikgrupp med den numera avlidne låtskrivaren, gitarristen och sångaren Gustaf Kjellvander i spetsen.
Kjellvander (tidigare i Sideshow Bob och Songs of Soil) bildade The Fine Arts Showcase år 2003 tillsammans med gitarristen Dan Englund. Bandet släppte fyra skivor. Den senaste sättningen bestod av, förutom Gustaf Kjellvander och Dan Englund, basisten Joachim Leksell, trummisen Fabian Ris Lundblad och producenten Mathias Oldén.

## Diskografi

### Album
- 2004 – Gustaf Kjellvander proudly presents The Fine Arts Showcase and the Electric Pavilion
- 2006 – Radiola
- 2007 – Sings Rough Bunnies
- 2009 – Dolophine Smile

### EP
- 2006 – The Shoplifter's Union
- 2008 – Friday on My Knees

### Singlar
- 2004 – "Mock Ivory"
- 2005 – "Chemical Girl"
- 2006 – "Danish Light"
- 2007 – "Dance with Your Shadow"
- 2008 – "Modern Love"
- 2009 – "London, My Town"